# Melchor Bravo de Saravia
Melchor Bravo de Saravia (ur. 1512 w Soria w Hiszpanii, zm. 8 grudnia 1577 tamże) – hiszpański konkwistador, gubernator Peru i królewski gubernator Chile.
Był synem Juana de Saravia i Maríi Mayor de Vera Morales. W 1538 ukończył studia w Bolonii (College of Bologna). Po szkole wstąpił do królewskiej służby w Neapolu jako sędzia. W 1547 został delegowany jako przedstawiciel Wicekrólestwa Granady.
W 1549 został wysłany do Ameryki, by tam objąć stanowisko w Wicekrólestwie Nowej Grenady a następnie do Limy, gdzie Pedro de la Gasca tworzył Wicekrólestwo Limy. W latach od czerwca 1552 do czerwca 1556 był gubernatorem Peru. Za jego rządów wybuchł bunt pod przewodnictwem Francisco Hernández Jiróna.
W 1556 rządy nad wicekrólestwem Peru objął Andrés Hurtado de Mendoza. W 1565 został wydany dekret królewski króla Filipa II na mocy którego zostało utworzone nowe wicekrólestwo Chile (hiszp. Real Audiencia de Chile). Utworzenie królestwa był wynikiem zakończenia wojny z Araukanami. W sierpniu 1567 roku oficjalnie powstało wicekrólestwo Chile a we wrześniu rządy objął Bravo de Saravia jako gubernator królewski Chile. Urząd sprawował do 1575 roku, kiedy został zastąpiony przez Rodrigo de Quiroga.